# Eupseudomorpha brillians
Eupseudomorpha brillians är en fjärilsart som beskrevs av Berthold Neumoegen 1880. Eupseudomorpha brillians ingår i släktet Eupseudomorpha och familjen nattflyn. Inga underarter finns listade i Catalogue of Life.